# Bailledets
Le Bailledets est un cours d'eau français, qui coule dans les départements de l'Indre et du Cher, en région Centre-Val de Loire.
C'est un affluent de la Grande Thonaise, donc un sous-affluent de la Loire, par la Petite Thonaise, la Théols, l'Arnon et le Cher.

## Géographie

### Cours
Le cours d'eau à une longueur de 13,56 km.
Il prend sa source dans le département de l'Indre, à 250 m d'altitude, sur le territoire de la commune de Saint-Christophe-en-Boucherie, puis s'écoule vers le nord.
Son confluent avec la Grande Thonaise se situe dans le département du Cher, à 170 m d'altitude, sur le territoire de la commune de Saint-Hilaire-en-Lignières,.

### Départements et communes traversés
La rivière traverse deux communes situés dans les départements de l'Indre et du Cher,.

#### Indre (36)
- Saint-Christophe-en-Boucherie

#### Cher (18)
- Saint-Hilaire-en-Lignières

### Bassin versant
Les bassins hydrographiques sont découpés dans le référentiel national BD Carthage en éléments de plus en plus fins, emboîtés selon quatre niveaux : régions hydrographiques, secteurs, sous-secteurs et zones hydrographiques.
Le Bailledets traverse la zone hydrographique « La Théols de sa source au rau du Liennet ».
Le bassin versant du Bailledets s'insère dans les zones hydrographiques « La Théols de sa source au rau du Liennet », au sein du bassin DCE plus large « La Loire, les cours d'eau côtiers vendéens et bretons ».

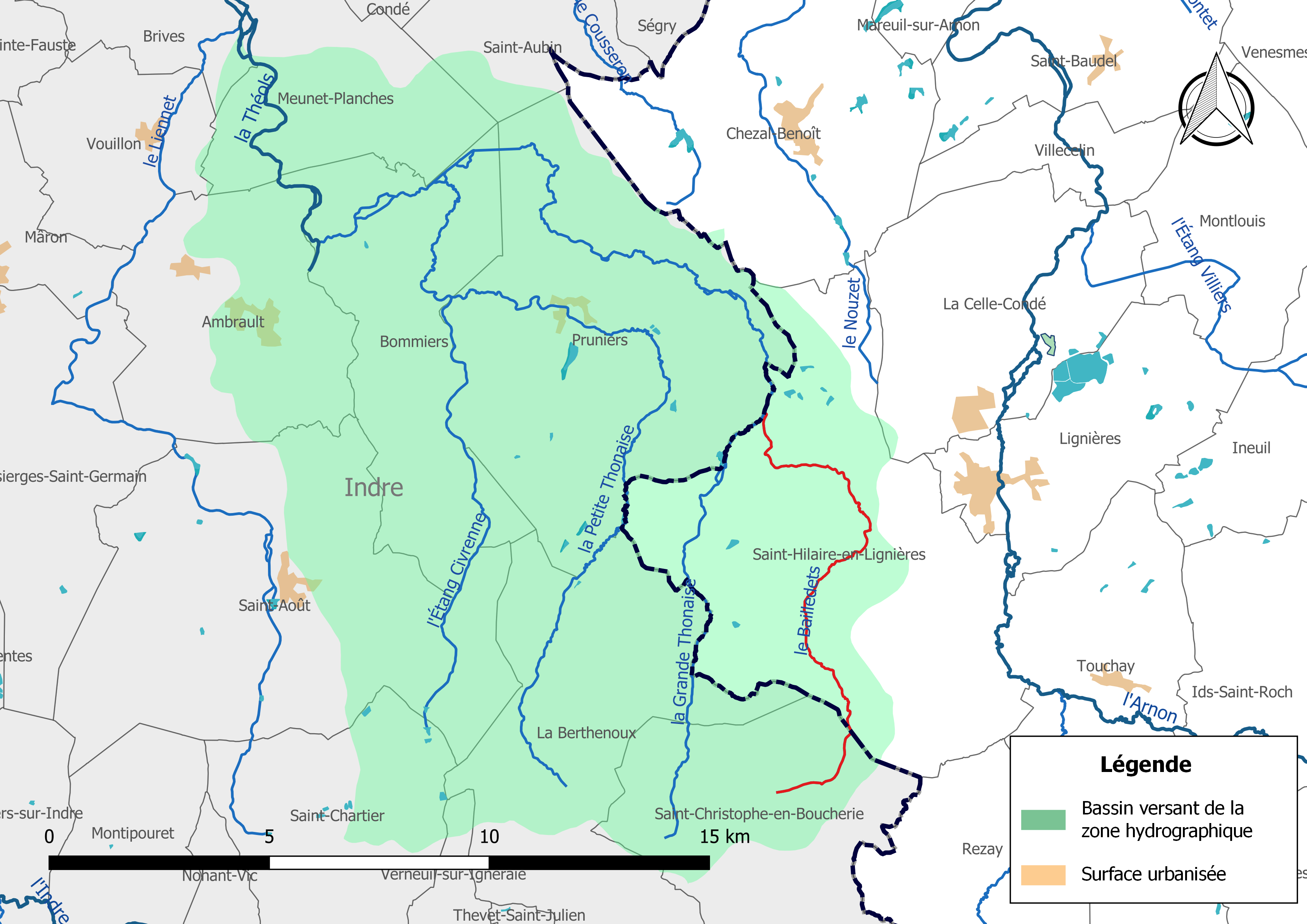
Le Bailledets (en rouge) et la zone hydrographique dans laquelle il s'insère.
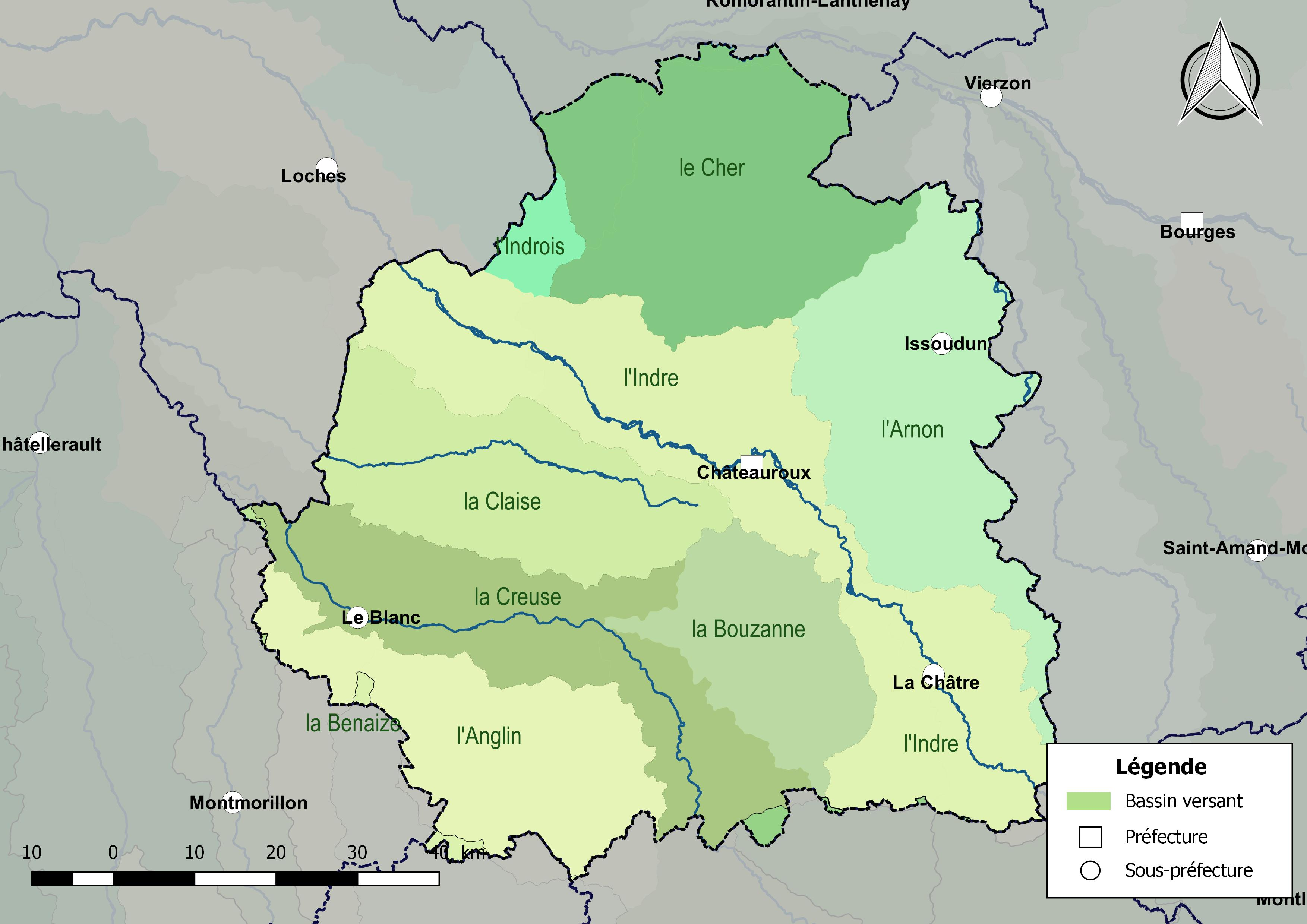
Les principaux bassins versants du département de l'Indre.
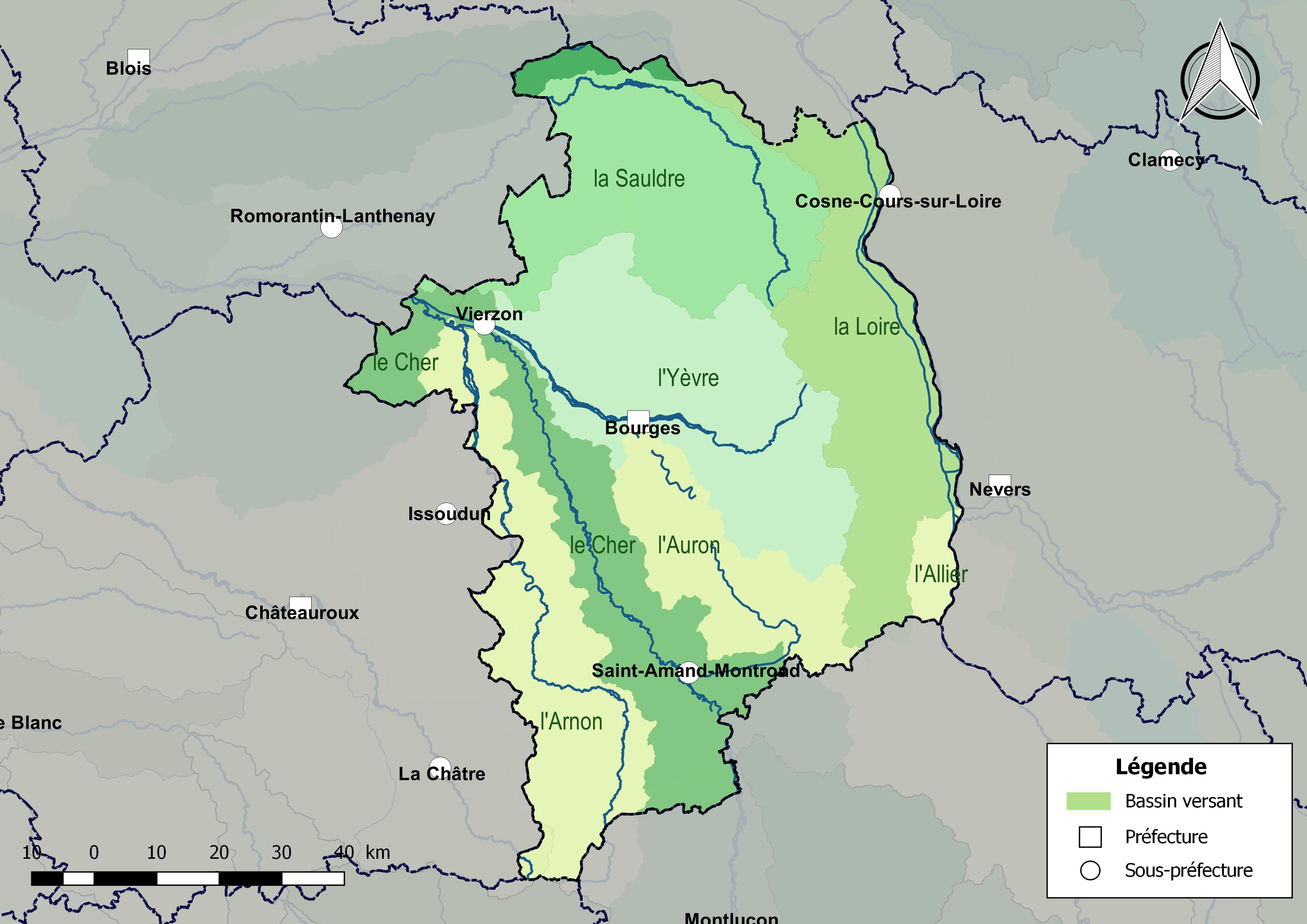
Les principaux bassins versants du département du Cher.

#### Échelle du bassin
En France, la gestion de l’eau, soumise à une législation nationale et à des directives européennes, se décline par bassin hydrographique, au nombre de sept en France métropolitaine, échelle cohérente écologiquement et adaptée à une gestion des ressources en eau. Le Bailledets est sur le territoire du bassin Loire-Bretagne et l'organisme de gestion à l'échelle du bassin est l'agence de l'eau Loire-Bretagne.

## Affluents
Le Bailledets possède deux affluents.
| Noms     | km |
| -------- | -- |
| K6125600 | 3  |

| Noms     | km |
| -------- | -- |
| K6125800 | 1  |

### Rang de Strahler
Son rang de Strahler est de deux.

## Hydrologie

### État des masses d'eau et objectifs
Pour les cours d’eau, la délimitation des masses d’eau est basée principalement sur la taille du cours d’eau et la notion d’hydro-écorégion. Ces masses d’eau servent ainsi d’unité d’évaluation de l’état des eaux dans le cadre de la directive européenne.
Le Bailledets fait partie des masses d'eaux codifiée FRGR0340a et dénommée « La Théols et ses affluents depuis la source jusqu'à Issoudun ».
Le schéma directeur d'aménagement et de gestion des eaux (Sdage) Loire-Bretagne est un document de planification dans le domaine de l’eau. Il définit, pour une période de six ans les grandes orientations pour une gestion équilibrée de la ressource en eau ainsi que les objectifs de qualité et de quantité des eaux à atteindre dans le bassin Loire-Bretagne. L'état des lieux 2013 défini dans la SDAGE 2016 – 2021 et les objectifs à atteindre pour cette masse d'eau sont les suivants,, :
| Code masse d'eau    | FRGR0340a                                                    |
| Libellé masse d'eau | La Théols et ses affluents depuis la source jusqu'à Issoudun |

| Écologique | Biologique | Physico-chimie générale | Polluants spécifiques |
| ---------- | ---------- | ----------------------- | --------------------- |
| Moyen      | Moyen      | Bon état                | Bon état              |

| Écologique | Chimique | Global   |
| ---------- | -------- | -------- |
| Bon état   | Bon état | Bon état |

## Aménagements et écologie

### Milieu naturel
Le cours d'eau est de deuxième catégorie. L'espèce biologique dominante est constituée essentiellement de poissons blancs (cyprinidés) et de carnassiers (brochet, sandre et perche).